# Правососновка
Правососновка (рос. Правососновка) — присілок у Болотнинському районі Новосибірської області Російської Федерації.
Входить до складу муніципального утворення Корниловська сільрада. Населення становить 90 осіб (2010).

## Історія
Згідно із законом від 2 червня 2004 року органом місцевого самоврядування є Корниловська сільрада.

## Населення
| 2002 | 2007 | 2010 |
| ---- | ---- | ---- |
| 118  | ↗122 | ↘90  |